# امير أباد سي سخت (دنا)
امير أباد سي سخت (بالفارسية: امیرآباد سی سخت) هي قرية تقع في إيران في قسم دنا الريفي. يقدر عدد سكانها بـ 271 نسمة .